# Dieter Strubberg
Dieter Strubberg (* 25. April 1933 in Querfurt) ist ein deutscher Lehrer und früherer Volkskammerabgeordneter der DDR für den Deutschen Kulturbund (DKB).

## Leben
Strubberg ist der Sohn eines Angestellten. Nach dem Besuch der Grundschule und der Oberschule studierte er von 1951 bis 1954 am Institut für Lehrerbildung in Halle (Saale), wo er das Staatsexamen als Lehrer ablegte. Von 1956 bis 1957 schloss er ein Studium am Institut für Lehrerweiterbildung in Berlin an, wo er das Staatsexamen als Oberstufenlehrer ablegte. Als solcher war er an der Polytechnischen Oberschule in Laucha (Unstrut) tätig.

## Politik
Strubberg war von 1948 bis 1960 Mitglied der FDJ, trat 1954 in den FDGB und 1956 in den DKB ein. 1960 wurde er Mitglied der SED.
In der Wahlperiode von 1963 bis 1967 war er Mitglied der DKB-Fraktion in der Volkskammer der DDR. Dort gehörte er dem Ausschuss für Volksbildung an.

## Auszeichnungen
- Pestalozzi-Medaille
- Medaille für ausgezeichnete Leistungen
- Ehrenzeichen der Pionierorganisation „Ernst Thälmann“